# Ludwig Quidde
Ludwig Quidde (Brema, 23 marzo 1858 – Ginevra, 4 marzo 1941) è stato uno storico e politico tedesco, Premio Nobel per la pace nel 1927, con Ferdinand Buisson.

## Biografia
Appartenente a un'agiata famiglia di mercanti tedeschi, crebbe nella città di Brema, centro e fulcro del liberalismo nazionale.
Studiò all'Università di Strasburgo e poi in quella di Gottinga, dove dimostrò una forte predisposizione allo studio della storia, laureandosi in questa materia.
Nel 1889 fondò il Giornale tedesco di scienze storiche (Deutsche Zeitschrift für Geschichtswissenschaft), attivo fino al 1896, anno della chiusura delle pubblicazioni.
Nel 1892 si trasferì per due anni in Italia, come membro dell'Istituto di storia prussiana di Roma. In virtù dell'agiatezza economica propria della famiglia, non fece mai della storiografia una vera professione, ma divenne la passione costante della sua vita.

### Caligola
Nel 1894 scrisse Caligula. Eine Studie über römischen Caesarenwahnsinn, storia della vita di Caligola, pamphlet allegorico rivolto alla figura dell'imperatore tedesco Guglielmo II, paragonato all'imperatore romano. Accusato di lesa maestà, riuscì ad evitare la condanna dimostrando l'infondatezza giuridica delle accuse mossegli.

### Ingresso in politica
Questo avvenimento lo spinse però ad intraprendere la carriera politica, e nel 1895 coadiuvò l'organizzazione del Partito popolare tedesco, con ideologia antiprussiana ed anti militarista.
Nel 1902 venne eletto nel consiglio municipale della città di Monaco di Baviera, dal 1907 al 1919 servì nell'Assemblea Bavarese e nel 1919 entrò nel Parlamento della nascente Repubblica di Weimar.
Dal 1919 al 1933 prestò il suo operato alla ricerca di un ruolo centrale della Germania nel contesto mondiale, come esempio di pace e tolleranza tra i popoli. L'avvento di Hitler e del regime nazista portò Quidde prima al ritiro dalla vita politica, e poi all'esilio volontario in Svizzera, a Ginevra, dove morì.